# Frédérique Jossinet
Frédérique Jossinet (Rosny-sous-Bois, 16 dicembre 1975) è una judoka francese.

## Palmarès
- Giochi olimpici

Atene 2004: argento nei 48 kg.
- Mondiali

Osaka 2003: argento nei 48 kg.
Il Cairo 2005: argento nei 48 kg.
Rio de Janeiro 2007: bronzo nei 48 kg.
Rotterdam 2009: bronzo nei 48 kg.
- Europei

Parigi 2001: oro nei 48 kg.
Maribor 2002: oro nei 48 kg.
Düsseldorf 2003: bronzo nei 48 kg.
Bucarest 2004: argento nei 48 kg.
Rotterdam 2005: bronzo nei 48 kg.
Tampere 2006: bronzo nei 48 kg.
Belgrado 2007: argento nei 48 kg.